# Bakenranef
A XXVI. dinasztia idején élt vezírt lásd itt: Bakenrenef.
Bakenranef (uralkodói nevén Uahkaré,  görögösen Bokkhórisz;  ? – Kr. e. 720) ókori egyiptomi fáraó Kr. e. 725-től haláláig.
Tefnaht fiaként született. Megkísérelte az ország zilált belső állapotát rendezni, az antik történetírás mint nagy törvényhozót tartotta számon. A két nagyhatalom által közvetlenül fenyegetett Egyiptom helyzete azonban annyira súlyos volt, hogy kísérlete nem vezetett eredményre. Sikerült lázadást szítania Palesztinában II. Sarrukín asszír király ellen, a vállalkozás azonban vereséggel végződött, és adófizetésre kényszerült az asszírok javára.
Az ő idejére teszi Tacitus római történetíró a zsidók kivonulását Egyiptomból:

„[...] A legtöbb szerző egyetért abban, hogy midőn Egyiptomban a testeket elcsúfító ragály támadt, Bocchoris király, felkeresvén Hammon jóshelyét, orvosszert kért, és azt a parancsot kapta, hogy tisztítsa meg országát, és az effajta embereket, akik gyűlöletesek az istenek előtt, vitesse más földekre.”

Uralkodásának az etióp Sabaka király hódítása vetett véget Kr. e. 715 körül.

## Név, titalatúra
A fáraók titulatúrájának magyarázatát és történetét lásd az Ötelemű titulatúra szócikkben.
| M23 | L2 |

| M23 | L2 |

| N5 | V29 | D28 |

| N5 | V29 | D28 |

| N5 | V29 | D28 |

| N5 | V29 | D28 |

| N5 | V29 | D28 |

| N5 | V29 | D28 |

| N5 | V29 | D28 |

| N5 | V29 | D28 |

| M23 | L2 |

| M23 | L2 |

| N5 | V29 | D28 |

| N5 | V29 | D28 |

| N5 | V29 | D28 |

| N5 | V29 | D28 |

| N5 | V29 | D28 |

| N5 | V29 | D28 |

| N5 | V29 | D28 |

| N5 | V29 | D28 |

| G39 | N5 | \| \| |
|     |    |       |

|  |

| G39 | N5 | \| \| |
|     |    |       |

|  |

| G29 | V31 · n | r&n&f |

| G29 | V31 · n | r&n&f |

| G29 | V31 · n | r&n&f |

| G29 | V31 · n | r&n&f |

| G29 | V31 · n | r&n&f |

| G29 | V31 · n | r&n&f |

| G29 | V31 · n | r&n&f |

| G29 | V31 · n | r&n&f |

| G39 | N5 | \| \| |
|     |    |       |

|  |

| G39 | N5 | \| \| |
|     |    |       |

|  |

| G29 | V31 · n | r&n&f |

| G29 | V31 · n | r&n&f |

| G29 | V31 · n | r&n&f |

| G29 | V31 · n | r&n&f |

| G29 | V31 · n | r&n&f |

| G29 | V31 · n | r&n&f |

| G29 | V31 · n | r&n&f |

| G29 | V31 · n | r&n&f |